# 宁波市人民政府
宁波市人民政府（简称宁波市政府、市府、甬府）是中华人民共和国浙江省宁波市的市级地方行政机关，也是地方国家权力机关宁波市人民代表大会的执行机关，其办公地点位于鄞州区宁穿路2001号。
宁波市人民政府成立于1949年5月，曾经被改称为宁波市人民委员会，文化大革命期间由宁波市革命委员会成立代行其职能，1979年恢复宁波市人民政府名称至今。

## 组织机构
宁波市人民政府办公厅

### 组成部门
宁波市发展和改革委员会、宁波市经济和信息化局、宁波市教育局、宁波市科学技术局、宁波市民族宗教事务局、宁波市公安局、宁波市民政局、宁波市司法局、宁波市财政局、宁波市人力资源和社会保障局、宁波市自然资源和规划局、宁波市生态环境局、宁波市住房和城乡建设局、宁波市交通运输局、宁波市水利局、宁波市农业农村局、宁波市商务局、宁波市文化广电旅游局、宁波市卫生健康委员会、宁波市退役军人事务局、宁波市应急管理局、宁波市审计局、宁波市人民政府外事办公室

### 直属特设机构
宁波市人民政府国有资产监督管理委员会

### 直属机构
宁波市市场监督管理局、宁波市体育局、宁波市统计局、宁波市医疗保障局、宁波市国防动员办公室、宁波市综合行政执法局、宁波市数据局、宁波市人民政府口岸办公室、宁波市能源局、宁波市营商环境建设局、宁波市投资促进局、宁波市机关事务管理局、宁波市供销合作社联合社、宁波市气象局、中华人民共和国宁波海关、国家税务总局宁波市税务局、国家金融监督管理总局宁波监管局、中国证券监督管理委员会宁波监管局、中国人民银行宁波市分行、宁波市邮政管理局、市消防救援支队

### 区县(市)政府
海曙区人民政府、江北区人民政府、镇海区人民政府、北仑区人民政府、鄞州区人民政府、奉化区人民政府、余姚市人民政府、慈溪市人民政府、宁海县人民政府、象山县人民政府

### 开发园区
宁波保税区管理委员会、大榭开发区管理委员会、宁波国家高新技术产业开发区管理委员会、宁波东钱湖旅游度假区管理委员会、宁波梅山保税港区（产业集聚区）管理委员会
1. ↑  挂宁波市海洋经济发展局、宁波市粮食和物资储备局牌子
2. ↑  挂宁波市港口管理局牌子
3. ↑  挂宁波市综合行政执法指导办公室牌子